# Jean Bobet
Jean Bobet (* 22. Februar 1930 in Saint-Méen-le-Grand; † 27. Juli 2022 in Lorient) war ein französischer Radrennfahrer.

## Sportliche Laufbahn
1949 sowie 1950 wurde Jean Bobet, der Sprachen studierte und „le Professeur“ genannt wurde, Studenten-Weltmeister im Straßenrennen. Dann wurde er Profi, hauptsächlich, um mit seinem älteren Bruder Louison gemeinsam Rennen fahren zu können. Er war maßgeblich beteiligt am Sieg seines Bruders bei der Tour de France 1955, er selbst belegte den 14. Platz; 1957 wurde er 15.
Der größte Erfolg in Jean Bobets Radsport-Laufbahn war sein Sieg bei Paris–Nizza 1955. 1953 hatte er einen neuen Stundenweltrekord hinter Derny auf der Radrennbahn im Pariser Vélodrome d’Hiver mit 54,884 Kilometern aufgestellt; im selben Jahr wurde er Dritter bei Mailand–Sanremo. 1956 siegte er im Eintagesrennen Genua–Nizza.

## Berufliches
Im Dezember 1961 überlebten Jean Bobet und sein Bruder Louison einen Autounfall schwer verletzt und mussten ihre Rennfahrer-Karrieren beenden. Jean Bobet wurde Journalist bei Radio Luxemburg und später bei L’Équipe und Le Monde. 1966 sprach er vor Ort für Radio Luxemburg beim Sieg von Bernard Guyot auf den letzten Etappen der Internationalen Friedensfahrt die Radioreportagen vom Rennen.
Er war schon als Direktor des neuen Palais Omnisports de Paris-Bercy im Gespräch, als sein Bruder 1983 starb. Er übernahm die Leitung der gemeinsam aufgebauten Thalasso-Therapie-Zentren; diese Therapie hatten die Brüder während ihrer Genesung nach dem Unfall kennengelernt und daraufhin die eigenen Zentren aufgebaut.
Jean Bobet verfasste mehrere Radsport-Bücher, darunter mehrere über seinen Bruder Louison. Außerdem war er Präsident von Amicale du Cyclisme, einem Zusammenschluss ehemaliger Radrennfahrer.

## Schriften (Auswahl)
- Le Cyclisme. Hachette, Paris 1960.
- mit Roger Frankeur: Champions. La Table ronde, Paris 1962.
- mit Albert-François Creff: La Course de la Tête. Une Méthode d'Entraînement Cycliste. La Table ronde, Paris 1966.
- Lapize. Celui-là était un „as“. La Table ronde, Paris 2003, ISBN 2-7103-2573-X.
- Le vélo à l'heure allemande. La Table ronde, Paris 2007, ISBN 978-2-7103-2983-1.